# آنجل بوسیو
آنجل بوسیو (اسپانیایی: Ángel Bossio‎؛ ۵ مهٔ ۱۹۰۵ – ۳۱ اوت ۱۹۷۸) یک بازیکن فوتبال اهل آرژانتین بود.

## تیم ملی
وی همچنین در تیم ملی فوتبال آرژانتین بازی کرده‌است.